# Cordia tinifolia
Cordia tinifolia là loài thực vật có hoa trong họ Mồ hôi. Loài này được Willd. ex Roem. & Schult. mô tả khoa học đầu tiên năm 1819.